# Rudolf G. Ardelt

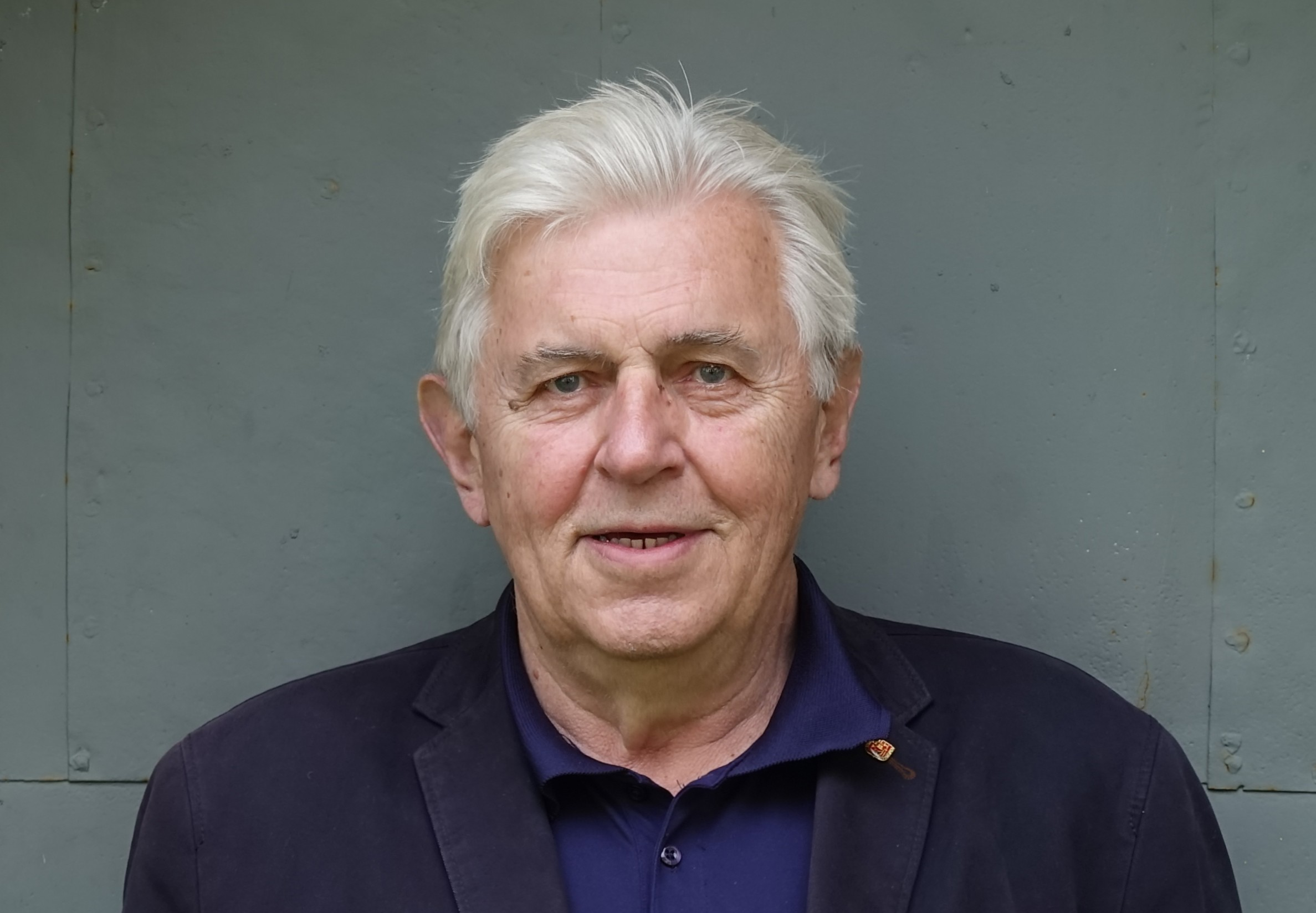
Rudolf G. Ardelt (2017)

Rudolf Gustav Ardelt (* 27. Mai 1944 in Bad Hall, Oberösterreich) ist ein österreichischer Historiker. Er war Professor für Neuere Geschichte und Zeitgeschichte an der Universität Linz (JKU) und von 2000 bis 2007 Rektor der JKU.

## Leben
Nach Ablegung der Matura im Jahr 1962 studierte Rudolf G. Ardelt Geschichte, Germanistik und Philosophie an der Universität Wien. 1964 setzte er sein Studium an der Universität Salzburg fort. Fünf Jahre später promovierte er bei Fritz Fellner und Erika Weinzierl an der Philosophischen Fakultät der Uni Salzburg, an deren Institut für Geschichte er als Universitätsassistent tätig war. 1982 habilitierte er sich, beeinflusst von Erika Weinzierl, über „Friedrich Adler. Probleme einer Persönlichkeitsentwicklung um die Jahrhundertwende“ zum Universitätsdozenten für Allgemeine Geschichte der Neuzeit an der Geisteswissenschaftlichen Fakultät der Uni Salzburg.
Nach seiner Habilitation wurde Ardelt zum Leiter der neu gegründeten Außenstelle des Ludwig Boltzmann Instituts für Geschichte der Arbeiterbewegung in Salzburg bestellt.
1986 wurde er zum o.Univ.Prof. für Neuere Geschichte und Zeitgeschichte an die Sozial- und Wirtschaftswissenschaftliche Fakultät der JKU berufen. 1986 bis 1996 sowie 2009 bis 2010 hatte der die Leitung des Instituts für Neuere Geschichte und Zeitgeschichte inne. Zugleich leitete er 1986 bis 2000 gemeinsam mit Helmut Konrad (Universität Graz, Institut für Geschichte) das Ludwig Boltzmann Institut für Geschichte der Arbeiterbewegung (Linz-Graz-Salzburg) (ab 1995 Ludwig Boltzmann Institut für Gesellschafts- und Kulturgeschichte). Zudem übte er bis zum Wintersemester 1999/2000 eine Lehr- und Prüfungstätigkeit am Institut für Geschichte der Uni Salzburg für Theorie der Geschichtswissenschaft aus.
Vom 1. Oktober 2000 bis 30. September 2007 war Rudolf G. Ardelt Rektor der JKU. 2005 bis 2009 war er Vorsitzender des Dachverbandes der österreichischen Universitäten und leitete in dieser Funktion die Verhandlungen mit der Gewerkschaft Öffentlicher Dienst zum neuen Kollektivvertrag für das Universitätspersonal.
Emeritierung mit 1. Oktober 2010.

## Arbeits- und Forschungsschwerpunkte
- Österreichische Geschichte des 19. und 20. Jahrhunderts
- Regionalgeschichte des Landes Salzburg nach 1945
- Geschichte der Arbeiterbewegung
- Wissenschaftsgeschichte
- Theorie der Geschichtswissenschaft

## Schriften
- Zwischen Demokratie und Faschismus. Deutschnationales Gedankengut in Österreich 1919-1930 (1972).
- Friedrich Adler – Probleme einer Persönlichkeitsentwicklung um die Jahrhundertwende (1984).
- Nationalsozialismus und Krieg. Ein Lesebuch zur Geschichte Salzburgs (1993).
- Vom Kampf um Bürgerrechte zum Burgfrieden. Studien zur Geschichte der österreichischen Sozialdemokratie (1994).

## Auszeichnungen
- Großes Goldenes Ehrenzeichen für Verdienste um die Republik Österreich (7. März 2008)[1]
- Goldenes Ehrenzeichen des Landes Oberösterreich (24. September 2007)
- Ehrenring der Fachhochschule Oberösterreich (22. Juli 2008)